# Ribulos 5-fosfat
Ribulos 5-fosfat är en av produkterna av pentosfosfatvägen och en intermediär i Calvin-cykeln.
Ribulos-5-fosfat bildas av enzymet fosfoglukonatdehydrogenas, och är substrat för enzymerna fosfopentosisomeras och fosfopentosepimeras.
I växter omvandlas Ribulos-5-fosfat som producerats från pentos-fosfatvägen till Ribulos-1,5-bisfosfat av enzymet fosforibokinas. 